# Pseudagrion laidlawi
Pseudagrion laidlawi – gatunek ważki z rodziny łątkowatych (Coenagrionidae).